# Parque Ecológico Xochimilco

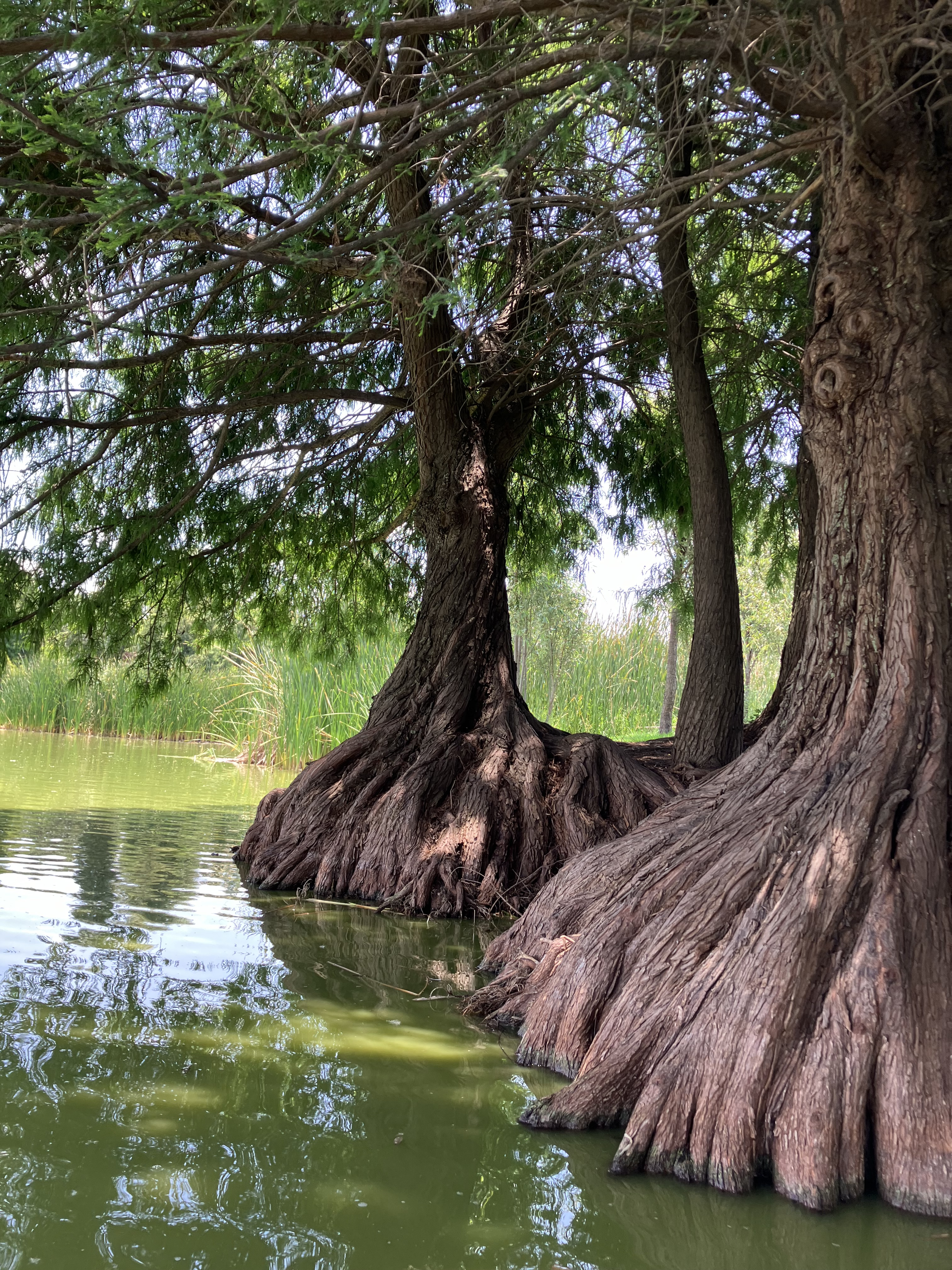
Ahuehuetes en el lago del Parque Ecológico Xochimilco

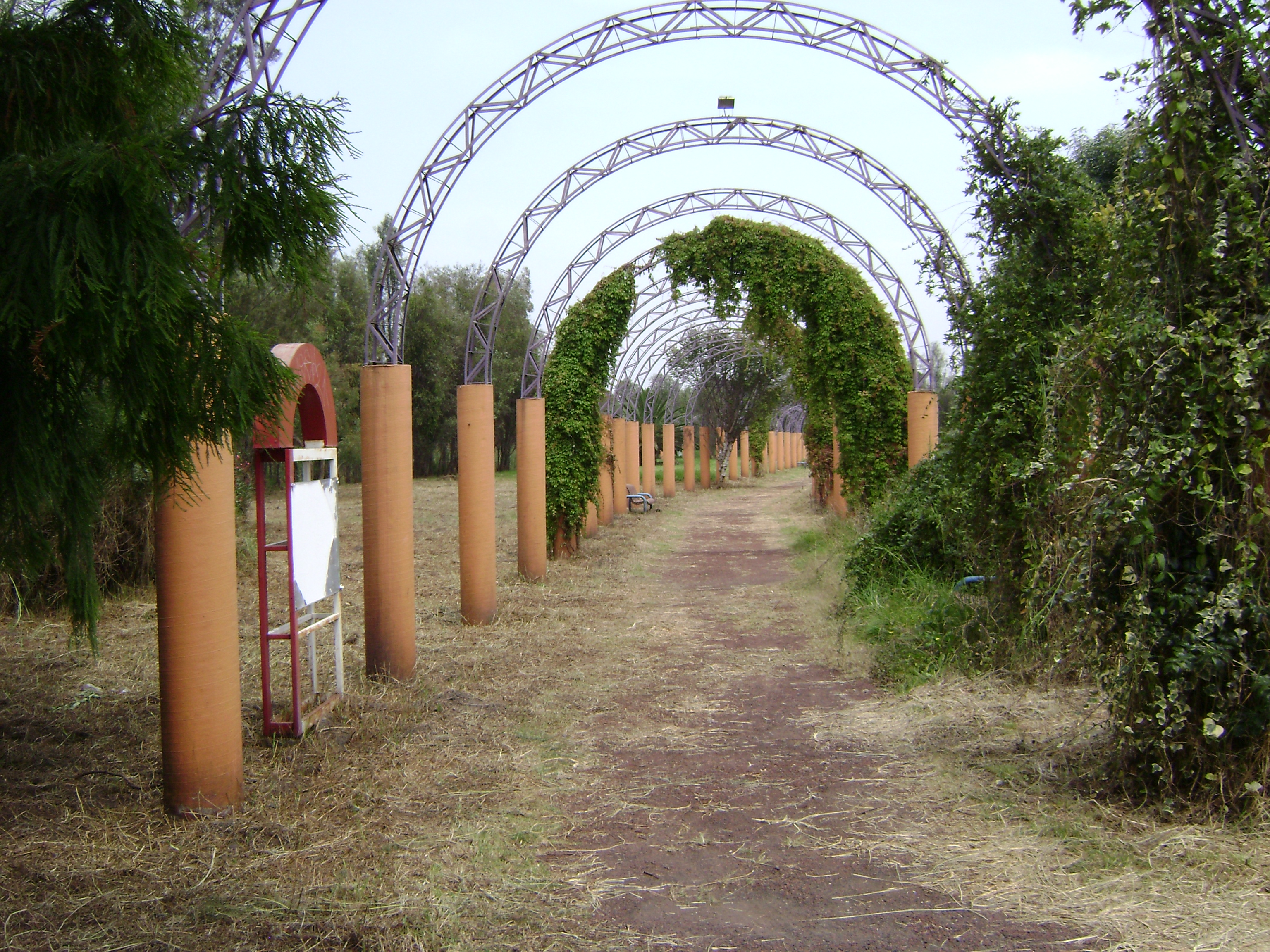
Sendero en Parque Ecológico de Xochimilco

El Parque Ecológico de Xochimilco es un espacio natural ubicado en la zona de Xochimilco, en la Ciudad de México. Su diseño comenzó a finales de la década de 1980 y la obra fue concluida e inaugurada en 1993, sobre chinampas (islas artificiales en lagos) que previamente habían sido declaradas Patrimonio de la Humanidad por la UNESCO. El parque fue establecido con el objetivo de revitalizar y preservar el ecosistema lacustre de la región.
El éxito del proyecto ha sido mixto: aunque gran parte de los humedales se han recargado, la contaminación y los asentamientos ilegales en la zona continúan representando amenazas significativas. Para garantizar su autosuficiencia económica, el parque cuenta con diversas fuentes de ingreso, siendo una de las más conocidas el Mercado de Plantas de Cuemanco, que renta puestos a productores y vendedores de plantas ornamentales cerca de la entrada principal.
El diseño del parque fue obra del arquitecto Mario Schjetnan. 

## Descripción
El parque forma parte del Área Natural Protegida "Ejidos de Xochimilco y San Gregorio Atlapulco". El parque fue declarado por la Unesco como Patrimonio de la Humanidad, el 11 de noviembre de 1987. La designación impulsó un proyecto de restauración medioambiental a gran escala llevada a cabo por el gobierno de la Ciudad de México, el barrio de Xochimilco. 
, el arquitecto paisajista Mario Schjetnan fue el consultor en el proyecto de restauración de los ecosistemas y su oficina, Grupo de Diseño Urbano, fue la encargada de diseñar el parque. 
En el año 2019 el gobierno de la Ciudad de México, impulsó la restauración del parque en colaboración nuevamente con Grupo de Diseño Urbano y Mario Schjetnan. Ambos trabajaron mano a mano para conseguir una rehabilitación integral del parque, inaugurándolo de nuevo en el mes de marzo de 2020.
El parque cuenta con una superficie de 148 hectáreas. En él se pueden encontrar dos tipos de ecosistemas, el primero es el acuático con zonas húmedas y chinampas cálidas; el segundo es el bosque templado. La vegetación con la que cuenta el parque son hortalizas, plantas ornamentales, ahuejotes, pinos y eucaliptos. La fauna que se puede observar son aves, insectos, roedores, serpientes, conejos y ajolotes. El parque es un importante punto en las rutas de emigración de aves.
El agua que se utiliza en los ecosistemas acuáticos proviene de la planta tratadora que se encuentra en Cerro de la Estrella de forma que el suministro de agua potable de la ciudad no se ve afectado. 
La mascota del parque es el ajolote, anfibio característico de los canales acuíferos de la región, y su compromiso por conservarlo es esencial.

Cuenta con un auditorio con capacidad para 103 personas, donde se proyecta un video informativo sobre el lugar de Xochimilco (que significa "Lugar de la sementera de flores").
Con el paso del tiempo y la falta de interés por parte de los habitantes se fue deteriorando el terreno y sus chinampas; pero después de mucha insistencia de los vecinos y al ver que el lugar necesitaba ser restaurado, los oriundos empezaron a limpiar los canales, todos los alrededores, y paulatinamente, convertirlo en uno de los sitios turísticos más visitados de la ciudad.
La actual administración del parque corre a cargo del Patronato del Parque Ecológico de Xochimilco A.C. y siendo el parque una asociación no gubernamental, se ha recurrido a prácticas de desarrollo sostenible para garantizar la subsistencia del mismo. Entre estas estrategias, además del donativo requerido para ingresar al parque, se rentan espacios del mismo para actividades recreativas y familiares.
Xochimilco no es sólo una más de las 16 delegaciones que conforman la Ciudad de México, sino un santuario de las tradiciones diversas llevadas a cabo en este espacio natural.
- Datos: Q6062140
- Multimedia: Parque Ecológico de Xochimilco / Q6062140